# Paoliella flavus
Paoliella flavus är en insektsart som först beskrevs av Sousa-silva och Ilharco 2003.  Paoliella flavus ingår i släktet Paoliella och familjen långrörsbladlöss. Inga underarter finns listade i Catalogue of Life.